# Hombres de Kibish
Los hombres de Kibish son fósiles de Homo sapiens antiguo, encontrados en la formación rocosa de Kibish, valle del río Omo, en el sur de Etiopía, descubiertos en 1967 por Richard Leakey. Fueron encontrados un cráneo incompleto (sin el rostro) y partes del esqueleto (huesos de los brazos, piernas, pies y la pelvis), de un individuo denominado Omo I u Omo 1. También fueron halladas las calvaria con gran parte de la base de otro cráneo, al que designaron como Omo II u Omo 2 y fragmentos de una glabela y del hueso parieto-frontal de un tercer individuo, Omo III u Omo 3, también adulto, como los dos anteriores.

## H. sapiens
Omo I tenía la apariencia de un humano moderno, con una capacidad craneal de 1400 centímetros cúbicos, sin embargo Omo II, con 1435, mostraba rasgos aparentemente más antiguos. Omo III se acercaba más a los de Omo I. Todo esto llevó a dudar entre la atribución de los fósiles a H. sapiens y Homo erectus, e incluso se discutió si Omo II pertenecía a otra especie (Homo rhodesiensis) o simplemente reflejaba la variabilidad dentro de la misma. La situación de los fósiles en el terreno permitió pensar que ya en aquel tiempo había algún tipo de comportamiento funerario, pero un estudio de 2012 descartó que hubiese intrusión en los estratos y por tanto enterramiento.

## Datación
Estos fósiles fueron datados inicialmente en 140 000 años con una técnica basada en el análisis de la desintegración del uranio-238 a torio-238, en conchas de ostras cerca de los cráneos, tras una exploración realizada entre 1999 y 2003, por ejemplo en 2001 se encontró otra parte de fémur que encajaba con uno de los fragmentos recogidos en 1967 y que estaba depositado en el Museo nacional de Etiopía, y otros restos de Omo I, así como herramientas de piedra, se realizó una nueva datación mediante la determinación de los isótopos radioactivos de argón, aplicada a los cristales minerales en ceniza volcánica encontradas en las capas superiores e inferiores de los sedimentos del río que contenían los huesos. Esta datación determinó que tanto los fósiles de Omo I como los de Omo II estaban en el mismo nivel geológico y tienen esencialmente la misma edad, que se ha estimó en 195 000 años, lo que representaba los fósiles de Homo sapiens más antiguos recuperados hasta esa fecha, y hacía retroceder la aparición de nuestra especie en unos 35 000 años. Este estudio fue realizado por Ian McDougall, de la Universidad Nacional de Australia en Canberra, y John Fleagle, de la Universidad de Stony Brook en Nueva York. Estudios. posteriores confirmaron esa datación.
Sin embargo, análisis geoquímicos vincularon la Formación Omo-Kibish que contiene Omo I, con una gran erupción explosiva del volcán Shala, que cubrió los fósiles. Al fechar los depósitos proximales de esta erupción, se obtuvo una nueva edad mínima para los fósiles de Omo, de 233 mil años.